# Дивко Будак
Дивко Будак (Карлобаг, 24. фебруар 1897 — Керестинец, код Загреба, 17. јул 1941) био је учесник Шпанског грађанског рата и Народноослободилачке борбе и народни херој Југославије.

## Биографија
Рођен је 24. фебруара 1897. у Карлобагу. После завршене основне школе у родном месту, гимназију је учио у Сушаку, а Трговачку школу у Љубљани. Први светски рат, утицај идеја Октобарске револуције и револуционарно врење одмах после рата, утицали су да је Дивко 1919. године приступио револуционарном радничком покрету. Истакао се политичком активношћу пред прве парламентарне изборе 1920. за Уставотворну скупштину. Године 1921. постао је члан Комунистичке партије Југославије.
Од 1927. до 1932. живео је у Перушићу, где је отворио малу трговачку радњу коју су назвали „партијски дућан“. У то време руководио је илегалним партијским радом у том месту и утицао на стварање и рад партијских организација у целој Лици, а нарочито у Госпићу и у Хрватском приморју. Пошто се компромитовао код полиције, прешао је у Загреб, где наставља револуционарни рад, нарочито у синдикалном покрету, у Савезу приватних намештеника и у Савезу банкарских чиновника. Године 1934. примљен је за члана Месног комитета Комунистичке партије Југославије у Загребу. Следеће године прешао је у илегалност. Због могућности хапшења, 1936. по задатку Партије отишао је у иностранство. Задржао се у Прагу и Паризу, где је радио на организовању помоћи борби шпанског народа против фашизма.
Одмах после повратка у земљу, 1939. године Дивко је ухапшен и после три месеца мучења пуштен из истражног затвора. После тога, и поред опасности да поново буде ухапшен, наставио је да партијски дејствује у Загребу. 31. марта 1941, заједно с великом групом комуниста и револуционара, ухапсила га је Мачекова и Шубашићева полиција и затворила у логор Керестинец. Био је један од организатора пробоја из логора, који је почињен 13/14. јула. Усташе су га убрзо ухватиле и стрељале 17. јула 1941. у Керестинцу.
Указом председника Федеративне Народне Републике Југославије Јосипа Броза Тита, 24. јула 1953. године, проглашен је за народног хероја.